# 伊藤美由紀
伊藤 美由紀（いとう みゆき、1961年9月10日 - ）は、日本の元女優。本名は同じ。身長165cm。
東京都出身。武蔵野高校卒業。劇団東俳を経て、菅原事務所に所属していた。

## 人物・来歴
1980年に高校を卒業。同年、NHK連続テレビ小説 『なっちゃんの写真館』のヒロイン募集に応募。ヒロインの友人・瀬川正子役でレギュラー出演。当時の紹介記事では「このドラマでなんでも吸収しようと必死です」と述べている。
1982年、体調不良で降板した美雪花代に替わって『遠山の金さん』の第28話より密偵・お竜役でレギュラー出演。
『遠山の金さん』出演後も、時代劇を中心に活動した。
趣味は、料理、水泳、ボウリング。

## 出演作品

### テレビドラマ
- 連続テレビ小説 / なっちゃんの写真館（1980年、NHK） - 瀬川正子
- ぼくらの時代（1981年、TBS） - 英子
- われら動物家族（1981年 - 1982年、TBS） - 内山美子
- 御宿かわせみ 第2シリーズ 第19話「狐の嫁入り」（1983年、NHK）
- 遠山の金さん（※高橋英樹版）第28話「手裏剣使いの女参上!」 - 第155話「愛よ甦れ! 傷だらけの娼婦」（1982年 - 1985年、ANB） - 密偵・お竜

✳︎第33話　戦慄十五発の殺人爆裂弾
- 大奥（1983年、KTV） - おるい
- 大江戸捜査網（テレビ東京） 第3シリーズ 第510話「純愛に賭けた女スリ」（1983年） - おりん
- 特捜最前線 第445話「倉敷-高松-観音寺・瀬戸内に架けた愛!!」（1985年、ANB） - 板倉裕美
- 暴れん坊将軍シリーズ（ANB）
  - 暴れん坊将軍II
    - 第128話「祭り囃子が刺客を招く!」（1985年） - こずえ
    - 第148話「惚れた病いを治す酒!」（1986年） - お秋

  - 暴れん坊将軍III
    - 第22話「愛を棄てた女」（1988年） - お篠
    - 第56話「白狐が泣いた夫婦唄!」（1989年） - おけい
    - 第82話「帰って来た炎の男」（1989年） - おれん
    - 第122話「め組の半次郎、純情す!」（1990年） - 小夜

  - 暴れん坊将軍IV
    - 第9話「人情! め組の成金騒動」（1991年） - おかつ

  - 暴れん坊将軍VI
    - 第47話「帰って来た次男坊鴉」（1995年） - おみな
- あぶない刑事（NTV） 
  - あぶない刑事 第11話「奇襲」（1986年） - 三崎涼子
  - もっとあぶない刑事 第17話「乱心」（1989年） - 小松ユウコ
- 若大将天下ご免!（1987年、ANB）
- 土曜ワイド劇場 （ANB）
  - 「京都ぽんと町殺人なべ料理」愛欲スクランブル（1988年）
  - 「劇場京都神戸殺人事件」誘われて4人旅、この中に真犯人がいる!?（1988年）
- 大岡越前 （TBS）
  - 第10部
    - 第4話「華のお江戸の意地競べ」（1988年） - お町
    - 第25話「亡霊に狙われた男」（1988年） - 小夜

  - 第11部 第8話「鬼を強請った女」（1990年） - お久
  - 第12部 第16話「十手を持った無法者」（1992年） - おかよ
  - 第13部 第1話、第2話「世継ぎを狙う卍の謎」（1992年） - 久美
- 長七郎江戸日記 第2シリーズ 第31話「同心物語 父ありき」（1988年、NTV）- 千世
- 水戸黄門 （TBS）
  - 第18部
    - 第12話「非情の猿面暗殺団-彦根-」（1988年） - 糸路
    - 第27話「妻が守った夫の武士道 -掛川-」（1989年） - おみよ

  - 第19部 第7話「人買い光右衛門 -尾花沢-」（1989年）
  - 第20部
    - 第36話「因果が巡る銘刀宗近-高田-」（1991年） - おふみ
    - 第44話「涙で染めた紅花紬-山形-」（1991年） - あや

  - 第22部 第3話「天下の嶮の幽霊騒動-箱根-」（1993年） - お葉
  - 第23部 第19話「悲願叶えた高麗人参-松江-」（1994年） - 綾
  - 第24部 第32話「追われた男の恩返し -盛岡-」（1996年） - 八重
- 翔んでる!平賀源内（1989年、TBS）
  - 第5話「炎の中の白い影」 - お糸
  - 第20話「男の浪漫は永遠に」
- 年末時代劇スペシャル「大岡政談・魔像」（1989年、CX） - 園絵（神尾喬之助の妻）
- お江戸捕物日記 照姫七変化 最終話「天下御免の夢舞台」（1990年、CX）
- さすらい刑事旅情編III 第12話「女子大生温泉ツアー・罠に落ちた美人助手」（1990年、ANB）
- 女無宿人 半身のお紺 第7話「龍は昇天致し候」（1991年、TX） - お鈴
- 名古屋テレビ開局30周年記念「ゴルフ・スーパードラマ キンゾーの上ってなンボ!!」（1991年、NBN）
- 鬼平犯科帳 第3シリーズ 第3話「馴馬の三蔵」（1991年、CX） - お紋
- 八百八町夢日記Ⅱ 第31話「女泥棒の悪い癖」（1992年、NTV） - お富
- あばれ八州御用旅 第3シリーズ 第10話「呪いの伝説隠し銅山の罠」（1992年、TX）
- 銭形平次（CX）
  - 第2シリーズ 第11話「一度死んだ女」（1992年） - おろく
  - 第3シリーズ 第15話「ひょうたん供養」（1993年） - おみの
- 年末時代劇スペシャル 「ねずみ小僧次郎吉〜勢揃い菊五郎劇団!!世直し義賊大奥秘話」（1992年、TBS）
- 闇を斬る!大江戸犯科帳 第15話「故郷からの恋文」（1993年、NTV） - 綾乃
- 喧嘩屋右近 第2シリーズ 第6話「人相書きの男」（1993年、TX） - 雪江
- 江戸の用心棒 第23話「怒りの父子十手」（1995年、NTV） - お孝
- 将軍の隠密!影十八 第5話「無実の証明 罠に落ちた愛」（1996年、ANB） - おれん
- 京都埋蔵金伝説殺人事件 2億の秘宝をめぐる連続殺人!（1996年、TBS）
- 快刀!夢一座七変化 第14話「危機一髪! 吉原の遊女を救え」（1997年、ANB） - お静